# Jakob Cronstedt
Jakob Cronstedt, ursprungligen Olderman, född 1668 i Stockholm, död 24 februari 1751, var en svensk greve och riksråd, bror till Johannes Olderman, Gabriel Cronstedt och Carl Cronstedt samt far till Carl Johan Cronstedt.

## Biografi
Cronstedt föddes i Stockholm som son till handelsmannen och Tyska kyrkans föreståndare Anders Olderman, född i Rostock, och hans hustru Anna Gerdes. Fadern dog redan 1679, och modern gifte då om sig med direktören Mårten Gavelius, som 1686 adlades och 1689 introducerades på Sveriges Riddarhus under namnet Cronstedt, och 1693 adopterades han och hans bröder på styvfaderns adliga namn och nummer.
Redan 1679 inskrevs han med sina bröder Gabriel och Carl vid Uppsala universitet. 1705 utnämndes han till hovjunkare, och 1712 till extra ordinarie kammarherre och 1714 befordrades han till ordinarie kammarherre. Han inträdde dock sedermera på den civila tjänstemannabanan och blev 1718 "ordningsman" i Uppsala län senare samma år även vice landshövding i samma län, 1719 landshövding i Kronobergs län och 1727 medlem av riksrådet, där han tillhörde mösspartiet och även efter partiets fall fick kvarstanna på grund av sin administrativa kompetens. 1719 upphöjdes han i friherrligt och 1731 i grevligt stånd; introduktion som grevlig ätt togs dock först av sonen 1752.
Cronstedt var ägare av Almö slott och Fullerö slott i Västmanland som gjordes till fideikommiss för den grevliga ätten Cronstedt. Han hade där samlat ett utmärkt bibliotek (4 000 volymer), vilket 1756 av ständerna inköptes för kronprinsen Gustavs räkning och av honom 1767 skänktes till Uppsala universitet, samt en betydande myntsamling, vilken 1731 inköptes för statens räkning till antikvitetskollegium.